# Střípky Šalamouna
Střípky Šalamouna je umělecky a historicky zaměřená naučná stezka v ostravské části Moravská Ostrava. Autory jsou Ondřej Turoň, Jan Lörincz a Martina Mlčochová.

## Historie a popis
Střípky Šalamouna, jako netradiční naučná stezka, projekt a umělecká intervence, mají za cíl upozornit na zajímavé a často nevnímané či přehlédnuté hodnoty veřejného prostoru a umožňují tak pasivní vzdělávání. Stezka vznikla v roce 2019 a má 9 zastavení u drobností („střípků“). Na místo informačních panelů jsou každým „střípkem“ umělecky ztvárněné betonové desky, památníky či stély, které svým výtvarným, prostorovým i popisným ztvárněním ukazují na genius loci místa. Při výrobě „střípků“ se pracovalo s takzvaným vymývaným betonem, který zdálky vypadá jako zkamenělý linoryt a zblízka překvapí hrubší štěrkový povrch. Samotné obrazce odkazují na zajímavosti jednotlivých míst. Soustředí se na ostravské území nazývané Šalamouna, které je z východu ohraničeno Vítkovickou ulicí, z jihu Železárenskou ulicí, ze západu Výstavní ulicí a ze severu ulicí 28. října. Území Šalamouny bylo nejprve charakterizováno polnostmi bez zástavby a po nálezu černého uhlí a rozvoji průmyslu nastala doba migrace za prací a vzniklo zde zázemí dolu Šalamoun a podle něj pojmenovaná obytné kolonie. Drobná zástavba domků se postupně přeměňovala až do podoby cihlové a panelové výstavby socialistického realismu. Nicméně, lze zde vidět také modernistický kostel, prvorepublikové vily, postmodernu i současnost. Střípky Šalamouna tedy ukazují minulou i novodobou stopu historie místa. Na ulici Na jízdárně je umístěná stylizovaná mapa odkazující na jednotlivé „střípky“ a celý projekt.